# Роговский, Александр Иванович
Алекса́ндр Ива́нович Рого́вский (укр. Олександр Іванович Роговський, позывной — Берлин; 2000, Ревущино) — украинский военнослужащий, лейтенант, участник российско-украинской войны. Герой Украины (2024).

## Биография
Родился в 2000 году в селе Ревущино Кобелякского района Полтавской области. Окончил Технологический профессиональный колледж Днепровского государственного технического университета.
С началом полномасштабного вторжения России в Украину в 2022 году, в возрасте 22 лет, добровольно вступил в ряды Национальной гвардии Украины. Начал службу в отдельном батальоне, дислоцированном в Полтаве. Через несколько месяцев был переведён в батальон специального назначения «Донбасс» 18-й Славянской бригады НГУ. Пройдя путь от солдата до младшего лейтенанта, стал командиром роты специального назначения.
Участвовал в Слобожанском контрнаступлении 2022 года, обороне железнодорожной станции «Майорская», боях в Креминских лесах, штурмовых действиях в Купянском районе, а также в районах сёл Терны и Часов Яр. В июле 2023 года, во время ночного штурма, его подразделение захватило важную вражескую позицию и успешно отразило контратаки противника. Несмотря на осколочное ранение предплечья, продолжал руководить боем. После лечения вернулся в строй.

## Награды
- Звание «Герой Украины» с удостоением ордена «Золотая Звезда» (23 августа 2024) — за личное мужество и героизм, проявленные в защите государственного суверенитета и территориальной целостности Украины, верность военной присяге[1].